# Río Horcones
Le río Horcones encore appelé río Rosario est un cours d'eau du nord-ouest de l'Argentine qui coule dans les provinces de Salta et de Santiago del Estero. C'est un affluent du río Salado del Norte dans lequel il conflue en rive droite. C'est donc un sous-affluent du rio Paraná.

## Géographie
Le río Horcones naît sous le nom de río Cajón, dans la Sierra de Carahuasi, province de Salta, par la confluence du río Pampa Grande avec le río Pablo, et se dirige dès lors vers le nord-est. Il atteint ainsi la ville de Rosario de la Frontera située sur sa rive droite. Dans ce secteur il adopte le nom de río Rosario. Il contourne la ville par le nord et vire alors progressivement vers l'est puis vers le sud-est, tout en effectuant de nombreux méandres. Il atteint bientôt la frontière de la province de Santiago del Estero qu'il franchit puis baigne la petite ville de La Fraga, dans le département de Pellegrini. Il continue dès lors droit vers le sud-est, baigne El Mojón puis Nueva Esperanza. 
Il coule alors à la surface de la vaste plaine du Chaco et, cours d'eau très irrégulier, il peut occasionner des dégâts considérables lors de ses fortes crues. À El Ojito, quelque 7 kilomètres en aval d'El Mojón, il forme ses premiers marécages, appelés bañados. De bañados en bañados, toujours orienté sud-est, le río Horcones, amaigri et largement absorbé par infiltration et évaporation, finit par confluer en rive droite avec le río Salado del Norte. 
Sa longueur est de plus ou moins 220 kilomètres, dont une cinquantaine en province de Santiago del Estero.

## Régime
Peu abondant, le río Horcones est de régime intermittent, avec un débit maximal pendant les mois d'été (de décembre à mars). 

## Les débits mensuels à Rosario de la Frontera
Les débits de la rivière ont été observés sur une période de 4 ans (1949-1952) à la station hydrométrique de Rosario de la Frontera, ville touristique assez importante de la province de Salta située au niveau du piémont andin, là où la rivière atteint la grande plaine du Chaco. La superficie observée est de 2 387 km2, soit l'essentiel de la partie active - du point de vue de l'écoulement - du bassin versant.
Le débit annuel moyen ou module observé à Rosario de la Frontera durant cette période était de 4,54 m3/s.
La lame d'eau écoulée dans cette portion du bassin versant atteint ainsi le chiffre assez modeste de 60 millimètres par an.

## Voir aussi

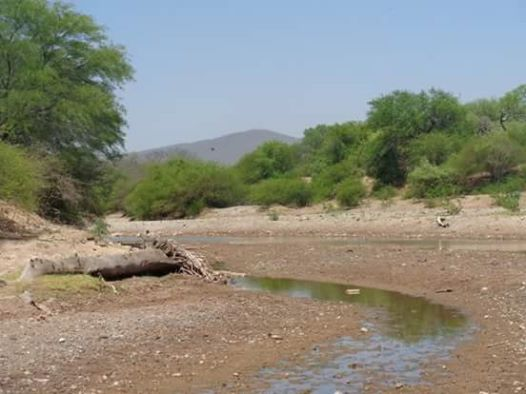
Autre vue du río Horcones